# Merkur (Zeitschrift)
Der Merkur (Untertitel: Gegründet 1947 als Deutsche Zeitschrift für europäisches Denken) ist eine im Stuttgarter Verlag Klett-Cotta monatlich erscheinende Kulturzeitschrift. Redaktionssitz ist seit 1998 Berlin, zuvor war die Redaktion in München ansässig. Gegründet 1947, ist der Merkur eine der ältesten Kulturzeitschriften Deutschlands. 1990 wurde er mit dem Deutschen Kritikerpreis ausgezeichnet. Die Finanzierung sichert seit 1978 die Ernst H. Klett Stiftung Merkur. Der Merkur ist Partner der Eurozine – Gesellschaft zur Vernetzung von Kulturmedien mbH, die das Online-Magazin Eurozine herausgibt.

## Geschichte

### 1947–1978: Hans Paeschke und Joachim Moras
Die erste Ausgabe des Merkur erschien 1947. Das Impressum nannte zunächst nur Hans Paeschke, ab der sechsten Ausgabe auch Joachim Moras als Herausgeber. Obwohl von Beginn an in Planung und Gestaltung der Zeitschrift eingebunden, wurde Moras’ Mitwirken anfangs aus strategischen Gründen verschwiegen: Dieser hatte während des Dritten Reiches für die vom Propagandaministerium finanzierte Zeitschrift Europäische Revue gearbeitet; um die Lizenzierung des Merkur durch die französische Militärverwaltung nicht zu gefährden, trat er bis zu seinem Freispruch durch die Münchener Spruchkammer im Juli 1947 publizistisch nicht in Erscheinung. Paeschke war während des Kriegs Chefredakteur der Neuen Rundschau gewesen, die die Nationalsozialisten 1944 verboten hatten. Bei den französischen Behörden genoss er daher einen untadeligen Ruf.
Hans Paeschke und Gerhard Heller, die mit Joachim Moras Gründer des Merkur waren, gehörten seit der Jahreswende 1946/1947 in Baden-Baden zur Redaktion des „Lancelot, der Bote aus Frankreich“, einer vom Geist der französischen Resistance geprägten eher linken Zeitschrift. Aus der Lancelot-Redaktion heraus planten Paeschke und Heller ihre eigene Zeitschrift, wobei es wohl Unterstützung aus konservativen Kreisen der Militärregierung gab.
Im Oktober 1946 kam es zu einem Treffen mit Peter Suhrkamp, der sich interessiert an Paeschkes und Hellers Plänen zeigte. Als er jedoch die Artikelplanung der ersten Ausgaben des künftigen Merkur zu sehen bekam, reagierte Suhrkamp bestürzt. Er könne „kaum ein überraschendes Thema“ erkennen, die Autoren seien „zweitrangig und als eklektisch abgestempelt“. Alles wirke wie „ein zweiter Aufguss“ der Neuen Rundschau in „ihrer degenerierten Notgestalt“ (gemeint: die Ausgaben ab 1933) und das heute, „unter Verhältnissen, die alle Möglichkeiten enthalten“. Nach der Absage gründete Heller mit dem Hamburger Verleger Christian Wegner den Heller-und-Wegner-Verlag, in dem der Merkur ab Mitte 1947 zunächst im Zweimonatsrhythmus erschien. Nach der Währungsreform fiel die verkaufte Auflage stark ab. Gerhard Heller schied beim Merkur aus, und es erfolgte ein erster Wechsel zur Deutschen Verlags-Anstalt (DVA). Da es zunächst keinen Redaktionssitz der Zeitschrift gab, korrespondierten Paeschke und Moras brieflich über Themenvorschläge und eingereichte Beiträge. Im Sommer 1952 bezogen sie gemeinsame Redaktionsräume in München.
Die Herausgeber stellten von Beginn an hohe intellektuelle Anforderungen an ihre Leserschaft. Über die ersten Reaktionen auf seine Zeitschrift notierte Paeschke 1947: „Bisherige Urteile über den Merkur von Zustimmung bis zur Hymne, vereinzelte Kritiken reden davon, daß das Niveau etwas zu hoch sei. Also alles in Ordnung.“ Die Zufriedenheit währte jedoch nicht lange: Während der ersten Jahre standen Finanzierung und Fortexistenz des Merkur beständig auf der Kippe. Darüber kam es zu Spannungen zwischen den beiden Herausgebern, die sich in ihrem – trotz der räumlichen Nähe weitergepflegten – Briefwechsel entluden. Bis zu Moras’ Krebstod am 25. März 1961 kam es zu zahlreichen heftigen Disputen, die sich sowohl am Streit über einzelne Textbeiträge als auch am von beiden wiederholt konstatierten Niveauverlust der Zeitschrift entzündeten.
Nach Moras’ Tod führte Paeschke die Geschäfte als alleiniger Herausgeber fort. Der Merkur etablierte sich zusehends als Forum für geistige Debatten in Deutschland und zählte mit Martin Heidegger, Günther Anders, Gottfried Benn, Max Bense oder Werner Heisenberg einige der einflussreichsten zeitgenössischen Denker zu seinen Autoren. Nach einem Bruch mit der DVA, zu der vor allem Moras den Kontakt gepflegt hatte, wechselte der Merkur 1963 zunächst in den Verlag Kiepenheuer & Witsch, 1968 dann in den Ernst Klett Verlag (seit 1977 Klett-Cotta). Auf Druck von Ernst Klett schied Paeschke im Dezember 1977 nach dreißig Jahren als Herausgeber des Merkur aus.

### 1978–1983: Hans Schwab-Felisch
Der designierte Nachfolger Paeschkes, Karl Heinz Bohrer, war seit Ende der 1960er Jahre als Autor für die Zeitschrift aktiv. Bevor er sich vom Merkur fest verpflichten lassen wollte, strebte er eine Professur in Literaturwissenschaft an und stand daher nicht sofort zur Verfügung. Als Interimslösung wurde daher Hans Schwab-Felisch mit einem Fünfjahresvertrag zu Paeschkes Nachfolger. Als neuer Redakteur stand ihm zunächst Michael Rutschky zur Seite, der jedoch bereits ein Jahr später zu Hans Magnus Enzensbergers TransAtlantik wechselte. Sein Nachfolger auf dem Redakteursposten wurde Kurt Scheel, der von 1980 bis 2011 ohne Unterbrechung für den Merkur tätig war.
Schwab-Felisch hatte durch seine Redakteurslaufbahn u. a. in der Neuen Zeitung und der Frankfurter Allgemeinen Zeitung publizistisches Renommee erlangt. In seinen Erinnerungen an seine Merkur-Zeit schreibt Rutschky über ihn: „Mit seiner Merkur-Herausgeberschaft erfüllte er sich einen Wunsch, der viele Feuilletonisten in ihren späten Jahren bewegt: weg von den Träumereien der Kultur, hin zur wirklichen Wirklichkeit, vom Feuilleton aus gesehen: zur Politik.“ Sowohl er als auch Scheel monierten später Schwab-Felischs Tendenz, bevorzugt Beiträge alter journalistischer Weggefährten im Merkur herauszubringen. „Den Modernitätsanspruch des Merkur empathisch zu erneuern, blieb Karl Heinz Bohrer vorbehalten.“

### 1984–2011: Karl Heinz Bohrer und Kurt Scheel
Bevor Bohrer im Januar 1984 die Herausgeberschaft übernahm, bestellte er Scheel zu einem Gespräch nach Bielefeld, wo er mittlerweile einen Lehrstuhl für Literaturgeschichte innehatte. Scheel war bis dahin davon ausgegangen, seine Redakteurstätigkeit ende mit Bohrers Antritt. Während dieser ersten Begegnung stellten der (eher konservative) Bohrer und der (eher linke) Scheel jedoch trotz ihrer „politischen Grunddifferenz“ viele Gemeinsamkeiten ihrer Anschauungen fest. Bohrer bot Scheel daraufhin an, seinen Posten weiter zu bekleiden. Damit einher ging eine Aufwertung der Position Scheels, der in Bohrers Abwesenheit – die meiste Zeit verbrachte dieser in Bielefeld, Paris und London – de facto zum Chefredakteur der Zeitschrift avancierte.
Seit 1985 (bis 2013) gab der Merkur pro Jahr ein Doppelheft zu einem Schwerpunktthema mit einer gesteigerten Auflage heraus. Ebenfalls seit Mitte der 1980er Jahre und bis heute sind Kolumnen Bestandteil der Hefte, die dazu dienen sollten, die Rezensionen im Merkur auf historische, psychologische, soziologische und philosophische Literatur zu konzentrieren. Mit zum Teil über Jahre fortlaufenden Beiträgen, u. a. der „Glossa continua“ von Jürgen Manthey und dem „Europäischen Tagebuch“ von Ralf Dahrendorf, versuchten die Herausgeber zusätzlich, die Kontinuität zwischen den Einzelheften zu erhöhen.
Im Sommer 1998 zog die Redaktion von München nach Berlin um. Damit wurde, so Bohrer, „eine neue Form des Außenkontakts möglich“. Etwa vierteljährlich fanden seitdem Gespräche mit acht bis zehn eingeladenen Intellektuellen im sogenannten Berliner Zimmer der Redaktion statt. Auf diesem Wege konnten Bohrer und Scheel, der 1991 zum Mitherausgeber aufgestiegen war, ein wichtiges Anliegen ihrer Herausgeberschaft umsetzen: Statt auf den „meinungsfreudigen Gesamtintellektuellen“ (Scheel) wollten sie auf größere spezifische Fachkompetenz ihrer Autoren bauen.

### Seit 2012: Christian Demand (ab 2017 gemeinsam mit Ekkehard Knörer)
Auf Vorschlag seiner Vorgänger übernahm Christian Demand, zuvor Professor für Kunstgeschichte an der Akademie der Bildenden Künste Nürnberg, die Herausgeberschaft Anfang 2012. Neuer Redakteur wurde der Literaturwissenschaftler Ekkehard Knörer, der seit Januar 2017 Mitherausgeber ist. Sie erweiterten das Angebot der Zeitschrift um ein Online-Blog, das den Leserinnen und Lesern den – im Heft nicht vorhandenen – Raum zur Stellungnahme zu im Merkur erschienenen Essays bietet. Außerdem erscheinen hier kürzere und aktuellere Beiträge wie Veranstaltungsberichte und Tagungshinweise. Der Merkur wurde um ein bis dahin nicht existierendes Editorial ergänzt und zum Jahr 2015 optisch modernisiert. In der Öffentlichkeit präsentiert sich die Zeitschrift als Veranstalter der Reihe „Merkur-Gespräche“, in der seit Sommer 2015 aktuelle Fragen aus Wissenschaft, Gesellschaft und Kultur erörtert werden. In der Video-Gesprächsreiche „Zweite Lesung“ unterhalten sich die Herausgeber mit Autorinnen und Autoren (wie Michael Rutschky, Gustav Seibt, Eva Geulen. Hanna Engelmeier u. a.) über Klassiker aus dem Merkur-Archiv.

## Inhalt
Der Merkur behandelt vor allem geistes- und kulturwissenschaftliche Themen, aber nicht in Form von wissenschaftlichen Aufsätzen, sondern in der des klassischen Essays. Das Spektrum der Textformen reicht darüber hinaus von Rezensionen, Interviews und Nachrufe bis hin zu Lyrik, Erzählungen, Tagebucheinträgen, Reiseschilderungen und szenischen Dialogen.
Die Zeitschrift versteht sich nicht als „Belangblatt einer bestimmten Generation, einer Partei, eines Milieus oder einer Interessengruppe“, sondern als Forum für „die überzeugendsten Argumente, die spannendsten Thesen, die anregendsten Vorschläge“ auf dem „umkämpften Feld der Kultur“. In der ersten Ausgabe formulierte Hans Paeschke 1947 drei Kernanliegen der Zeitschrift: „Statuierung der Verantwortung für die Schuld als erster Verantwortung der Geistigen in dieser Zeit. (…) Verantwortung vor dem Wort. (…) Mut zur Distanz gegenüber allen angeblich endgültigen Lösungen.“ Distanz behielt sich der Merkur zunächst auch gegenüber aktuellen Themen vor: In den ersten Ausgaben dominierten historisch-reflektierende Töne. Ab Mitte der 1950er Jahre öffnete sich die Zeitschrift stärker für zeitgenössische politische Themen.
Mit der Übernahme der Herausgeberschaft durch Karl Heinz Bohrer vollzog der Merkur in den 1980er Jahren eine „ästhetische Wende“. Bohrers Absicht, vor allem „moderne Ästhetik und Diagnostik der Zeit“ in der Zeitschrift zur Sprache zu bringen, führte bisweilen zu Kontroversen mit Kurt Scheel, der einen eher politisch-pragmatischen Kurs einschlagen wollte. Sie schlossen einen Kompromiss: Während ihrer gemeinsamen Herausgeberschaft wechselten sich ästhetische und politische Schwerpunkte von Ausgabe zu Ausgabe ab.

## Wichtige Autoren und Kontroversen
Im Laufe seiner Geschichte versammelte der Merkur Beiträge von bedeutenden Intellektuellen u. a. aus der Philosophie (Hannah Arendt, Theodor W. Adorno, Ernst Bloch, Hans-Georg Gadamer, Jürgen Habermas, Christoph Menke), Soziologie (Arnold Gehlen, Niklas Luhmann, Hans Joas, Dirk Baecker) und Literatur (Ingeborg Bachmann, Ilse Aichinger, Jean Améry, Alfred Andersch, Hans Magnus Enzensberger, Iris Hanika, David Wagner). Trotz vergleichsweise niedriger Auflage konnte die Zeitschrift deshalb immer wieder Impulse in zeitgenössischen Debatten setzen. Für öffentliche Diskussionen sorgten u. a. Essays von Margret Boveri („Die Deutschen und der Status Quo“, Juli 1954) und Rolf Schroers („Aufstand gegen die Wiedervereinigung“, Februar 1962), die Hans Paeschke am Ende seiner Herausgeberschaft „zu den Höhepunkten in der Wirkungsgeschichte der Zeitschrift“ rechnete.
Eine Besonderheit in der Zusammensetzung der Autorenschaft bot das Nebeneinander von konservativen Autoren, teilweise auch mit nationalsozialistischer Vergangenheit, und jungen, eher linksorientierten Denkern. Laut Rutschky leitete Paeschke nach und nach einen Generationenwechsel ein, „weg von den alten, ‚kontaminierten‘ Namen (Gehlen, Eschmann), hin zu den aufstrebenden jungen (Adorno, Habermas)“. Während der 68er-Bewegung veröffentlichte der Merkur mehrere Beiträge, in denen die „reflektierte Sympathie“ (Bohrer) des Herausgebers und der Autoren für die Bewegung zum Ausdruck kam.
Zu einem Bruch mit Teilen der Leserschaft und einigen Autoren führte die Frage nach der deutschen Wiedervereinigung im Herbst 1989. Einschneidend war dabei vor allem der Rückzug Jürgen Habermas’, den sowohl Paeschke als auch Scheel als einen ihrer wichtigsten Autoren betrachtet hatten, von der Zeitschrift. Bohrer hatte einen die Wiedervereinigung befürwortenden Essay verfasst und Habermas vor der Veröffentlichung um dessen Meinung dazu gebeten, worauf dieser mit harscher Kritik reagierte. Zwar erschien der fertige Text anschließend nicht im Merkur, sondern in der Frankfurter Allgemeinen Zeitung; Habermas nahm die Veröffentlichung dennoch zum Anlass, Bohrer brieflich über seinen Abschied vom Merkur zu informieren.
Nach den Terroranschlägen vom 11. September 2001 trugen Bohrer und Scheel einen öffentlichen Disput mit verschiedenen deutschen Tages- und Wochenzeitungen aus. Anlass gab die proamerikanische Haltung, mit welcher die Herausgeber auf die Anschläge reagierten. Dies führte abermals zu einem Bruch mit Teilen der „linken Intelligenz“ (Scheel), die einen wichtigen Teil der Leserschaft des Merkur ausgemacht hatte.
Im Februar 2013 listete Joachim Rohloff in seiner Rezension diverse sprachliche Mängel in Frank Schirrmachers Buch „Payback“.
Im Herbst 2014 stieß Ingo Meyer mit einem Beitrag zum „Niedergang des Romans“ eine Debatte an, die ebenfalls im Blog der Zeitschrift fortgesetzt wurde.